# フィリピン第一共和国

フィリピン共和国
República Filipina

国歌: Tierra elegida（スペイン語）
最愛の地

フィリピン共和国の位置

フィリピン第一共和国（フィリピンだいいちきょうわこく、英: First Philippine Republic）は、かつてフィリピンに存在した政権である。1899年1月21日にブラカン州マロロス市で宣言されたマロロス憲法によって公式に設立し、1901年3月23日にイサベラ州パラナン市でエミリオ・アギナルドがアメリカ軍に拘束され、事実上解体されるまでの期間に存在したフィリピン政府。当時の正式名称の訳語は「フィリピン共和国」であり、政府および議会の所在地にちなむ「マロロス共和国」という通称も知られている。
フィリピン共和国の設立はスペイン帝国の支配に対するフィリピン独立革命の絶頂である。1898年6月12日、フィリピン独立宣言がなされ、6月23日にフィリピン大統領エミリオ・アギナルドを首班とする革命政権が独裁支配に取って代わった。1899年、アメリカ合衆国はフィリピン共和国を廃し、1946年に独立を付与するまで占領した（第二次世界大戦中の1943年から1945年にかけて、日本軍の強い影響下のもとフィリピン第二共和国として再独立していた時期を除く）。

## 歴史

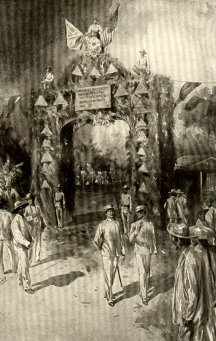
1899年のエミリオ・アギナルドの当選を飾った祝勝門

### フィリピン独立革命
フィリピン第一共和国はフィリピン独立宣言と一連のスペイン支配の崩壊を受けて設立された。フィリピン第一共和国は1899年のマロロスのバラソアイン教会における憲法制定会議によってフィリピン議会を設けることとして、1897年7月7日のビアクナバト協定によって設立された独裁政権に取って代わった。1899年1月1日にフィリピン議会はエミリオ・アギナルドを大統領に選出し、1月23日には大統領就任式を行った。1899年1月21日にアギナルドとフィリピン議会の10人の代表によってフィリピン共和国は承認された。1899年にマロロス憲法が批准されると、フィリピンリテリア大学（Universidad Literia de Filipinas）がブラカン州マロロス市に設立された。フィリピンリテリア大学は法学、薬学、医学、公証学の講義があった。1898年10月25日には士官学校（Academia Militar）。少年のための特殊学校としてブルゴス研究所（Burgos Institute）が設立された。
一方で、前年の1898年8月以降、米西戦争の過程でマニラを占領していたアメリカ軍は、共和国派（独立派）がマニラ占領に参加することを許さず、両者が対峙する二重権力状態が続いた。

### 米比戦争による終焉
フィリピン・アメリカ戦争の期間を通して緊張状態が続いた。アギナルドと同志はアメリカ軍に抵抗するために、事実上の首都であったマロロスから撤退し、ルソン島北部の山岳地帯へと落ち延びてゲリラ戦争を展開した。日本からも独立を支援するため志士が参加したが、武器弾薬を積んだ布引丸が沈没したことやフィリピンに潜伏していた志士たちが捕縛されるなどして失敗した。1901年4月1日、アギナルドはアメリカ合衆国への忠誠を誓い、公式にはフィリピン第一共和国の消滅と、フィリピンがアメリカ合衆国の支配下にあることを認めた。
後に、第二次世界大戦で日本軍がフィリピンに上陸するとアギナルドらは日本に協力し、フィリピン第二共和国として再度独立したが、日本軍の傀儡となり日本の降伏と共に終焉を迎えた。

## 内閣
| OFFICE           | NAME                       |  |
|                  |                            |  |
| 大統領           | エミリオ・アギナルド       |  |
| 内閣総理大臣     | アポリナリオ・マビニ       |  |
|                  | ペドロ・パテルノ           |  |
|                  |                            |  |
| 外務大臣         | アポリナリオ・マビニ       |  |
|                  | フェリペ・ブエンカミノ     |  |
| 財務戦争大臣     | マリアノ・トリアス将軍     |  |
| 内務大臣         | テオドロ・サンディコ       |  |
|                  | セベリノ・デ・ラス・アラス |  |
| 戦争大臣         | バルドメロ・アグイナルド   |  |
| 福祉大臣         | グラチオ・ゴンザガ         |  |
| 農業・産業大臣   | レオン・マリア・グエレロ   |  |
| 財務大臣         | フィーゴ・イラガン         |  |
| 公共指導大臣     | アグエド・ヴェラルデ       |  |
| 公共労働通信大臣 | マキシモ・パテルノ         |  |